# الانتخابات البرلمانية في شمال اليمن 1988
جرت انتخابات برلمانية في الجمهورية العربية اليمنية بتاريخ 5 يوليو 1988. كما تم حظر الأحزاب السياسية، تنافس جميع المرشحين وعددهم 1,300 على 128 مقعد كمستقلين. و فاز المرشحين القبليين بنحو 40 مقعدا ، بينما فاز مرشحين متعاطفين مع جماعة الإخوان المسلمين بحوالي 30 مقعداً . بعد الانتخابات ، تم تعيين 31 عضواً من قبل رئيس الجمهورية. وكان إقبال الناخبين 77.7%.

## النتائج
| الحزب                            | الأصوات | %   | المقاعد |
| -------------------------------- | ------- | --- | ------- |
| المستقلين                        |         | 100 | 128     |
| أعضاء تم تعيينهم                 | -       | -   | 31      |
| أصوات غير صالحة                  |         | -   | -       |
| المجموع                          | 857,976 | 100 | 159     |
| المصدر: الاتحاد البرلماني الدولي |         |     |         |